# Ludovit Karpil
Ludovit Karpil (* 22. Mai 1939 in Bratislava; † 14. August 2022) war ein slowakischer Basketballtrainer.

## Leben
Karpil kam 1969 nach Deutschland. Er trainierte den Bundesligisten Grün-Weiß Frankfurt sowie anschließend den USC Mainz, mit dem er in der Saison 1971/72 auch im Europapokal der Pokalsieger antrat, ehe er 1972 das Traineramt des Bundesligisten 1. FC Bamberg antrat. 1972 wechselte er innerhalb der Bundesliga zum 1. FC Bamberg. In seinem ersten Jahr als Bamberger Trainer führte er die Mannschaft ins Halbfinale der Bundesliga-Meisterrunde. Nach dem Ende des Spieljahres 1973/74 kam es zwischen Karpil und den Bambergern zur Trennung.
Danach war er bei der TG Würzburg als Trainer tätig, führte die Herrenmannschaft 1976 zum Aufstieg in die 2. Bundesliga. Anschließend trainierte er die BG Bamberg und kehrte 1982 zum Bundesligisten 1. FC Bamberg zurück. Er wurde im Laufe der Saison 1982/83 allerdings vom Manager Hans Herbst im Traineramt beerbt, die Mannschaft stieg letztlich aus der Bundesliga ab. Er betreute den Oberligisten TSV Ebermannstadt als Trainer und führte die Mannschaft 1985 zum Aufstieg in die Regionalliga.
Ab 2004 trainierte er die Damen der TG Würzburg, mit denen er in der Saison 2005/06 ungeschlagen in die 2. Bundesliga aufstieg. Im Dezember 2006 kam es zur Trennung.